# 1227
1227 là một năm trong lịch Gregory. Năm này ứng với 25 ngày cuối tháng 12 năm Bính Tuất và khoảng 11,5 tháng âm lịch của năm Đinh Hợi trong âm lịch và năm 1770 trong Phật lịch.

## Sự kiện
- 19 tháng 3: Gregory IX kế nhiệm Honorius III làm Giáo hoàng thứ 178
- Dogen du nhập Thiền tông vào Nhật Bản
- Thành Cát Tư Hãn qua đời

## Sinh
- A Lý Hải Nha
- Giáo hoàng Nicholas IV
- Charles I của Sicilia

## Mất
- Khâu Xứ Cơ
- Thành Cát Tư Hãn
- Shimazu Tadahisa, lãnh chúa Nhật Bản
- Giáo hoàng Honorius III
- Truật Xích, con trai cả của Thành Cát Tư Hãn